# ステムループ

RNAのステムループの例

ステムループ（英: stem-loop）は、1本鎖の核酸分子内に形成される塩基対のパターンである。DNAとRNAのいずれでも形成されるが、RNAの方がより一般的である。ステムループ構造は、ヘアピン（hairpin）またはヘアピンループ（hairpin loop）としても知られている。ステムループは、同じ鎖の2つの領域、通常は相補的なヌクレオチド配列を持つ領域が塩基対形成によって二重らせん（ステム）を形成したものであり、ステムの末端には対合していないループ領域が存在する。ステムループ構造は、多くのRNA構造において重要なビルディングブロックとなる二次構造であり、RNAのフォールディングの指示や、mRNAの構造的安定性の確保を行い、RNA結合タンパク質の認識部位や、酵素反応の基質となる。

## 形成と安定性
ステムループ構造の形成は、ヘリックス（らせん、ステム）領域とループ領域の安定性に依存している。ステムループが形成されるための第一の必要条件は、折り畳まれて対合した二重らせんを形成しうる相補的配列の存在である。このヘリックス部分の安定性は、ヘリックスの長さ、含まれるミスマッチまたはバルジ（対合相手のない塩基）の数、対合した領域の塩基組成によって決定される。ミスマッチまたはバルジは、特に長いヘリックスの場合は少数であれば許容される。塩基組成に関しては、グアニン-シトシン塩基対は3つの水素結合を形成するため、2つしか形成されないアデニン-ウラシル塩基対よりも安定である。RNAのアデニン-ウラシル塩基対で形成される水素結合は、DNAのアデニン-チミン間の結合と等価である。塩基の芳香環のπ結合を特定の配向に整列させるスタッキング相互作用も、ヘリックスの形成を促進する。
また、ループ領域の安定性もステムループ構造の形成に影響を与える。3塩基よりも短い「ループ」は立体障害のため不可能であり、形成されない。二次構造を持たない長いループも不安定である。熱力学的に最も安定なループの長さは4から5塩基である。テトラループとして知られるUUCGの配列からなるループはよく見られ、この配列はループを構成するヌクレオチド間のスタッキング相互作用のため特に安定である。

## 機能
ステムループ構造はpre-miRNAにもみられるほか、tRNAのものがよく知られている。tRNAは3つのステムループ構造と1つのステムを含み、クローバー型のパターンを形成する。翻訳時にコドンを認識するアンチコドンは、対合していないループの1つに位置している。シュードノット構造では2つのステムループが形成され、一方のループ部分が他方のステム部分を形成する。
リボザイムの多くもステムループ構造を含んでいる。自己切断反応を行うハンマーヘッド型リボザイムでは、切断反応が起こる領域は3つのステムループが集まることで形成されている。ハンマーヘッド型リボザイムの基本的な二次構造は、自己切断活性に必要である。
ステムループは原核生物のmRNAの5'UTR内に多く位置している。これらの構造はしばしばタンパク質の結合や、翻訳調節のための転写産物の抑制をもたらす。リボソームの結合部位に形成されるステムループ構造は、翻訳の開始を制御する。
ステムループ構造は原核生物のρ因子に依存しない転写終結にも重要である。転写中のmRNAに形成されるステムループは、RNAポリメラーゼのDNA鋳型からの解離を引き起こす。この過程はρ非依存的または内因性（intrinsic）転写終結として知られ、関与する配列はターミネーター配列と呼ばれる。